# Taraxacum subrubescens
Taraxacum subrubescens — вид квіткових рослин з родини айстрових (Asteraceae). Вид зростає в Європі: Естонія, Латвія, Польща, Швеція; це багаторічна рослина помірних біомів.